# Parque de Mesones

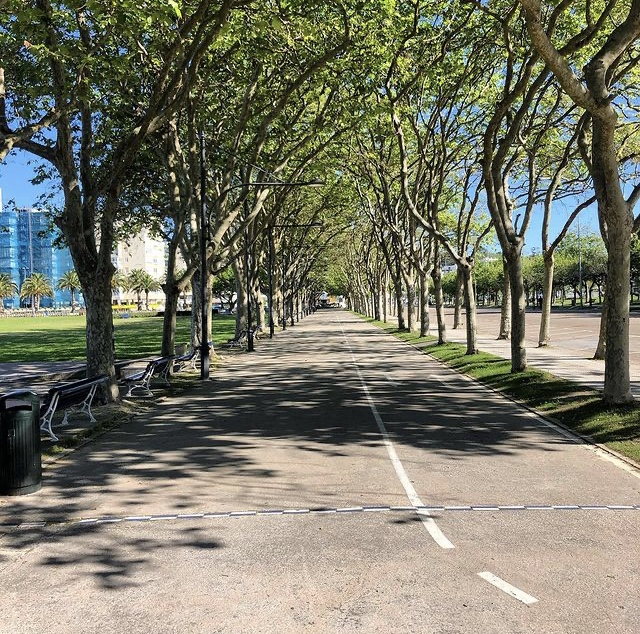
El parque de Mesones es uno de los más grandes y característicos de esta capital cántabra

El parque del Doctor González Mesones, más conocido simplemente como parque de Mesones, es un parque de Santander, uno de los más grandes y característicos de esta capital cántabra. 

## Características generales
Este parque se construyó en honor al alcalde Doctor González Mesones en una amplia zona verde arbolada que se encuentra en El Sardinero junto a la Segunda Playa del Sardinero, con una extensión de 32.628 m², a las que se suman 19.029 m² de la ampliación posterior, creándose así una zona verde de más de cinco hectáreas. Se inauguró en 1955 y se construyó en años anteriores sobre las dunas que aún se conservan por detrás de la Segunda Playa del Sardinero.

## Localización
Está situado cerca del nuevo estadio de fútbol del Real Racing Club de Santander, del Palacio de Exposiciones y de los Jardines de Piquío.

## Flora
Este parque, ofrece una gran superficie verde poblada de chopos, palmeras canarias, plátanos de sombra y, sobre todo Tamarix, una decorativa especie arbórea que le confiere al parque una morfología muy singular. Además, la zona también cuenta con espacios ajardinados en los que predominan los enebros, yucas, granados y otras especies florales. 

## Antiguo campo de Sport de El Sardinero
El Parque de Mesones amplió sus instalaciones en los terrenos de los antiguos Campos de Sport de El Sardinero. Después de la construcción del nuevo estadio de fútbol, más al interior, se amplió el parque añadiéndole los terrenos que ocupaba el antiguo estadio. 

### Córner en memoria del antiguo estadio

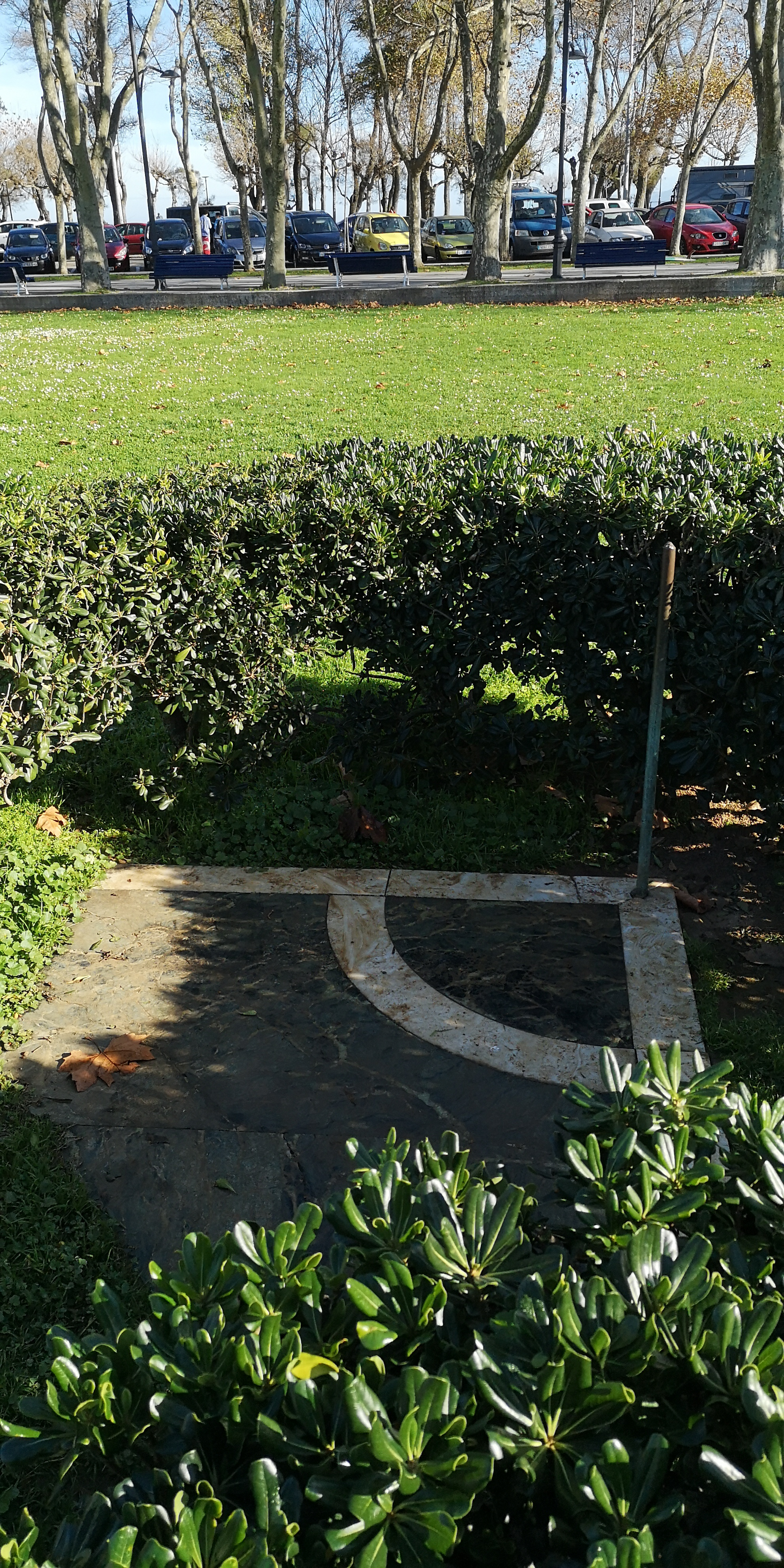
Córner en conmemoración al antiguo estadio de Sport de El Sardinero

El nuevo área del parque cuenta con una gran explanada de césped donde existe una pequeña escultura del córner del antiguo campo de Sport de El Sardinero para recordar dónde se encontraba el antiguo estadio. 

## Otras instalaciones
El parque también cuenta con un pequeño parque infantil, un estanque donde se celebran competiciones de veleros teledirigidos, baños públicos y muchas cafeterías y restaurantes. Son destacables las esculturas de los Hermanos Tonetti, del poeta Benito Pérez Galdós, del teniente Joaquín Fuentes Pila o al deporte regional: los bolos.